# هانيتشي (زاكارباتسكا)
هانيتشي (Ганичі) هي مدينة في مقاطعة زاكارباتسكا في أوكرانيا.